# Затоківка чорноголова
Затоківка чорноголова (Zosterops lugubris) — вид горобцеподібних птахів родини окулярникових (Zosteropidae). Ендемік Сан-Томе і Принсипі.

## Таксономія
Раніше чорноголову затоківку поміщали до роду Затоківка (Speirops), однак цей рід був розформований, а всі види, які включали в нього, були переведені до роду Окулярник (Zosterops).

## Опис
Довжина птаха становить 13,5-15 см. Верхня частина тіла темно-сіро-оливкова, нижня частина тіла оливкова. Дзьоб жовто-коричневий. Кільця навколо очей відкутні. Виду не притаманний статевий диморфізм.

## Поширення і екологія
Чорноголові затоківки є ендеміками острова Сан-Томе. Вони живуть в рівнинних і гірських тропічних лісах.

## Поведінка
Чорноголові затоківки харчуються комахами, плодами і нектаром. В кладці 2-3 яйця.